# Feliniopsis milloti
Feliniopsis milloti är en fjärilsart som beskrevs av Pierre E.L. Viette 1961. Feliniopsis milloti ingår i släktet Feliniopsis och familjen nattflyn. Inga underarter finns listade i Catalogue of Life.